# Carrer de Lepant (Mataró)
El Carrer Lepanto és un carrer del municipi de Mataró (Maresme). Ha contingut almenys un element que forma part de l'Inventari del Patrimoni Arquitectònic de Catalunya.

## Reixa del número 80
La reixa de ferro forjat d'un immoble del carrer Lepant, molt a prop de l'Estació, envoltat d'edificacions fabrils de precari estat de conservació i que finalment fou enderrocada, és un bé inventariat.
L'edifici on es trobava la reixa, amenaçà ruïna durant diversos anys i la barana de la gran balconada -probablement de ferro forjat, també- desaparegué. La reixa de la finestra, aproximadament era de 2,5 m. per 1,5 m. i representava un pom de flors entre tiges i fulles.
No és difícil veure en la ciutat de Mataró gran quantitat d'elements decoratius -sobretot florals- de ferro forjat en finestres i portes, però la reixa inventariada és tot un dibuix, és a dir, no incorpora elements decoratius sinó que tota ella és una escultura que representa un pom de flors. La funció de la reixa, convenientment ajustada. Per aquest motiu, més que per l'estil, l'ubicaríem al modernisme, moviment que es caracteritza per la novadora idea de fer una obra d'art dels objectes més simples i funcionals.